# Noel Whelan
Noel Whelan (Leeds, 30 dicembre 1974) è un ex calciatore inglese, di ruolo attaccante.

## Palmarès

### Club

#### Competizioni giovanili
- FA Youth Cup: 1

Leeds United: 1992-1993